# احمد کبیری هندی
احمد کبیری هندی (زاده ۱۴ آبان ۱۳۲۴ در تهران – درگذشته ۱۲ اردیبهشت ۱۴۰۰ در تهران) باستان‌شناس و متخصص مرمت و احیا آثار تاریخی بود.

## زندگی‌نامه
کبیری دانش‌آموخته کارشناسی رشته باستان‌شناسی از دانشگاه تهران در سال ۱۳۴۵ بود. وی پس از پایان تحصیل نخست به استخدام سازمان ملی حفاظت آثار باستانی ایران درآمد و سپس در سازمان میراث فرهنگی کشور در امر پژوهش باستان‌شناسی، حفاظت و مرمت محوطه و بناهای تاریخی مشغول خدمت شد. کبیری همزمان با کار در سازمان میراث فرهنگی، مدرک کارشناسی ارشد خود در رشته باستانشناسی را نیز از دانشگاه آزاد اسلامی دریافت نمود. او زمانی که ریاست هیئت کارشناسی کاخ گلستان را به عهده داشت آغازگر شناسایی آثار ارزشمند هنری و مبتکر تهیه شناسنامه فنی برای اشیا موجود در این کاخ بود. وی همچنین از نخستین باستان‌شناسی بود که از نرم‌افزارهای رایانه ای برای شبیه‌سازی آثار تاریخی بهره گرفت. کبیری از نادر افرادی بود که فراتر از وظایف محوله به صورت شخصی در شناسایی بناهای در اختیار بخش خصوصی و عمومی گام برمی‌داشت و با دعوت از متخصصان و مشورت با صاحب‌نظران و مالکان با ایجاد جنبشی پرشور در راستای حفاظت و مرمت اثر گام برمی‌داشت. او پس از بازنشستگی نیز بی‌وقفه در راه شناساندن و حفاظت و مرمت از گنجینه‌های ارزشمند تاریخی این کشور تلاش کرد. کبیری عضو هیئت مدیره و رئیس کمیته اسناد و انتشارات ایکوموس ایران نیز بود.

## فعالیت‌ها
- بررسی و شناسایی راسته بازار و بافت قدیمی شهر سمنان[۴]
- بررسی و شناسایی آثار و بناهای تاریخی ساوه در استان مرکزی[۵]
- بررسی و شناسایی آثار و بناهای تاریخی جزایر و سواحل هرمزگان
- بررسی و شناسایی آثار و بناهای تاریخی حومه شهرستان خرم‌آباد
- تعیین حریم و گمانه زنی حریم تاریخی تخت جمشید در استان فارس
- بررسی و کاوش معماری برج و باروی ارگ سلطانیه در استان زنجان[۶]
- مدیر پروژه ساماندهی، پژوهش و مرمت و احیا معید آناهیتا کنگاور در استان کرمانشاه[۷]
- گردآوری اطلاعات مربوط به تمام سنگ‌های پراکنده موجود در محوطه معبد آناهیتا و شبیه‌سازی کامپیوتری این معبد[۸]
- مدیر پروژه پژوهش، حفاظت و مرمت و احیا شهر تاریخی حریره کیش و مرمت احیا مسجد امیر در محله ماشه این جزیره[۹]
- پژوهش و مرمت آثار تاریخی کیش[۱۰]
- پژوهش و مرمت و احیا بناهای تاریخی قصر بهرام، کاروانسرای عین الرشید پارک ملی کویر در استان سمنان[۱۱]
- مطالعه تاریخی اقامتگاه‌های میان راهی اصفهان-فرح آباد ساری[۱۲]
- مطالعات معماری کاروانسراهای میان راهی عصر صفوی
- مستندنگاری و نقشه‌برداری بنای تاریخی قلعه پاچنار در استان سمنان

## تالیفات
- استوناوند، مؤسسه فرهنگی جهانگیری
- ادامه کنکاش‌های معبد آناهیتا کنگاور (شابک ‎۹۶۴−۰۱−۰۸۴۴−۸-X)
- گردآوری کتاب ایستگاه‌های پارتی، کهن‌ترین متن مکتوب جغرافیایی ایران باستان[۱۳]

و ۲۰ مقاله

## عضویت در کارگروه های تخصصی
- عضو کمیته کار استرداد اموال فرهنگی
- عضو هیئت اجرایی و طراحی و تهیه نرم‌افزار اموال فرهنگی در بنیاد مستضعفان
- عضو شورای ثبت آثار ملی سازمان میراث فرهنگی
- عضو هیئت کارشناسی اموال منقول سازمان میراث فرهنگی
- عضو هیئت ۵ نفره کارشناسی کشور
- عضو هیئت مدیره ایکوموس ایران (شورای بین‌المللی محوطه‌ها و بناها)

## درگذشت
کبیری هندی ۱۲ اردیبهشت ۱۴۰۰ به دنبال ابتلا به ویروس کرونا در بیمارستان فیروزگر در گذشت و در بهشت زهرا به خاک سپرده شد.